# 姊妹石
姊妹石是加勒比海特立尼达和多巴哥共和国的一个岛屿。它位于多巴哥岛附近。有人來到該島進行浮潜以及水肺潜水。姊妹石以東的珊瑚礁附近有尖胸隆頭魚等動物。